# Cymia
Cymia is een geslacht van weekdieren uit de klasse van de Gastropoda (slakken).

## Soort
- Cymia tectum (W. Wood, 1828)